# USS Pargo (SS-264)
USS Pargo (SS-264) là một tàu ngầm lớp Gato từng phục vụ cùng Hải quân Hoa Kỳ trong Chiến tranh Thế giới thứ hai. Nó là chiếc tàu chiến đầu tiên của Hải quân Hoa Kỳ được đặt cái tên này, theo tên chung của nhiều loài cá, bao gồm một chi trong họ Cá hồng. Nó đã phục vụ trong suốt Thế chiến II, thực hiện tổng cộng tám chuyến tuần tra, đánh chìm chín tàu Nhật Bản, bao gồm một tàu khu trục, với tổng tải trọng 27.983 tấn. Con tàu được cho ngừng hoạt động sau khi xung đột chấm dứt vào năm 1946, rồi cuối cùng bị bán để tháo dỡ vào năm 1961. Pargo được tặng thưởng tám Ngôi sao Chiến trận do thành tích phục vụ trong Thế Chiến II.

## Thiết kế và chế tạo
Lớp tàu ngầm Gato được thiết kế cho mục đích một tàu ngầm hạm đội nhằm có tốc độ trên mặt nước cao, tầm hoạt động xa và vũ khí mạnh để tháp tùng hạm đội chiến trận. Con tàu dài 311 ft 9 in (95,02 m) và có trọng lượng choán nước 1.525 tấn Anh (1.549 t) khi nổi và 2.424 tấn Anh (2.463 t) khi lặn. Chúng trang bị động cơ diesel dẫn động máy phát điện để cung cấp điện năng cho bốn động cơ điện, đạt được công suất 5.400 shp (4.000 kW) khi nổi và 2.740 shp (2.040 kW) khi lặn, cho phép đạt tốc độ tối đa 21 hải lý trên giờ (39 km/h) và 9 hải lý trên giờ (17 km/h) tương ứng. Tầm xa hoạt động là 11.000 hải lý (20.000 km) khi đi trên mặt nước ở tốc độ 10 hải lý trên giờ (19 km/h) và có thể hoạt động kéo dài đến 75 ngày và lặn được sâu tối đa 300 ft (90 m).
Lớp tàu ngầm Gato được trang bị mười ống phóng ngư lôi 21 in (530 mm), gồm sáu ống trước mũi và bốn ống phía phía đuôi tàu, chúng mang theo tối đa 24 quả ngư lôi. Vũ khí trên boong tàu gồm một hải pháo 3 inch/50 caliber, và thường được tăng cường một khẩu pháo phòng không Bofors 40 mm nòng đơn và một khẩu đội Oerlikon 20 mm nòng đôi, kèm theo súng máy .50 caliber và .30 caliber. Tiện nghi cho thủy thủ đoàn bao gồm điều hòa không khí, thực phẩm trữ lạnh, máy lọc nước, máy giặt và giường ngủ cho hầu hết mọi người, giúp họ chịu đựng cái nóng nhiệt đới tại Thái Bình Dương cùng những chuyến tuần tra kéo dài đến hai tháng rưỡi.
Pargo được đặt lườn tại xưởng tàu của hãng Electric Boat Company ở Groton, Connecticut vào ngày 21 tháng 5, 1942. Nó được hạ thủy vào ngày 24 tháng 1, 1943, được đỡ đầu bởi cô Belle W. Baruch, và được cho nhập biên chế cùng Hải quân Hoa Kỳ vào ngày 26 tháng 4, 1943 dưới quyền chỉ huy của Hạm trưởng, Thiếu tá Hải quân Ian Crawford Eddy.

## Lịch sử hoạt động

### 1943

#### Chuyến tuần tra thứ nhất
Sau khi hoàn tất việc chạy thử máy huấn luyện tại các vùng biển ngoài khơi New London, Connecticut và Newport, Rhode Island, Pargo chuẩn bị để được điều động sang khu vực Mặt trận Thái Bình Dương. Nó khởi hành từ Căn cứ Tàu ngầm Hải quân New London, băng qua kênh đào Panama và đi đến Trân Châu Cảng vào ngày 23 tháng 7, 1943. Con tàu lên đường vào ngày 18 tháng 8 cho chuyến tuần tra đầu tiên tại vùng biển Hoa Đông, và đã hai lần tấn công vào các đoàn tàu đối phương nhưng không thể xác nhận kết quả. Nó quay trở về Trân Châu Cảng vào ngày 6 tháng 10 để được tái trang bị.

#### Chuyến tuần tra thứ hai
Khởi hành vào ngày 30 tháng 10 cho chuyến tuần tra thứ hai, Pargo cùng với các tàu ngầm chị em Snook (SS-279) và Harder (SS-257) hình thành nên một đội tấn công phối hợp "Bầy sói" để cùng tuần tra tại vùng biển phía Tây Bắc quần đảo Mariana. Tại đây chiếc tàu ngầm đã lần lượt đánh chìm các tàu chở hàng Manju Maru (5.877 tấn) và Shoko Maru (1.933 tấn) vào các ngày 29 và 30 tháng 11, tương ứng.

### 1944

#### Chuyến tuần tra thứ ba

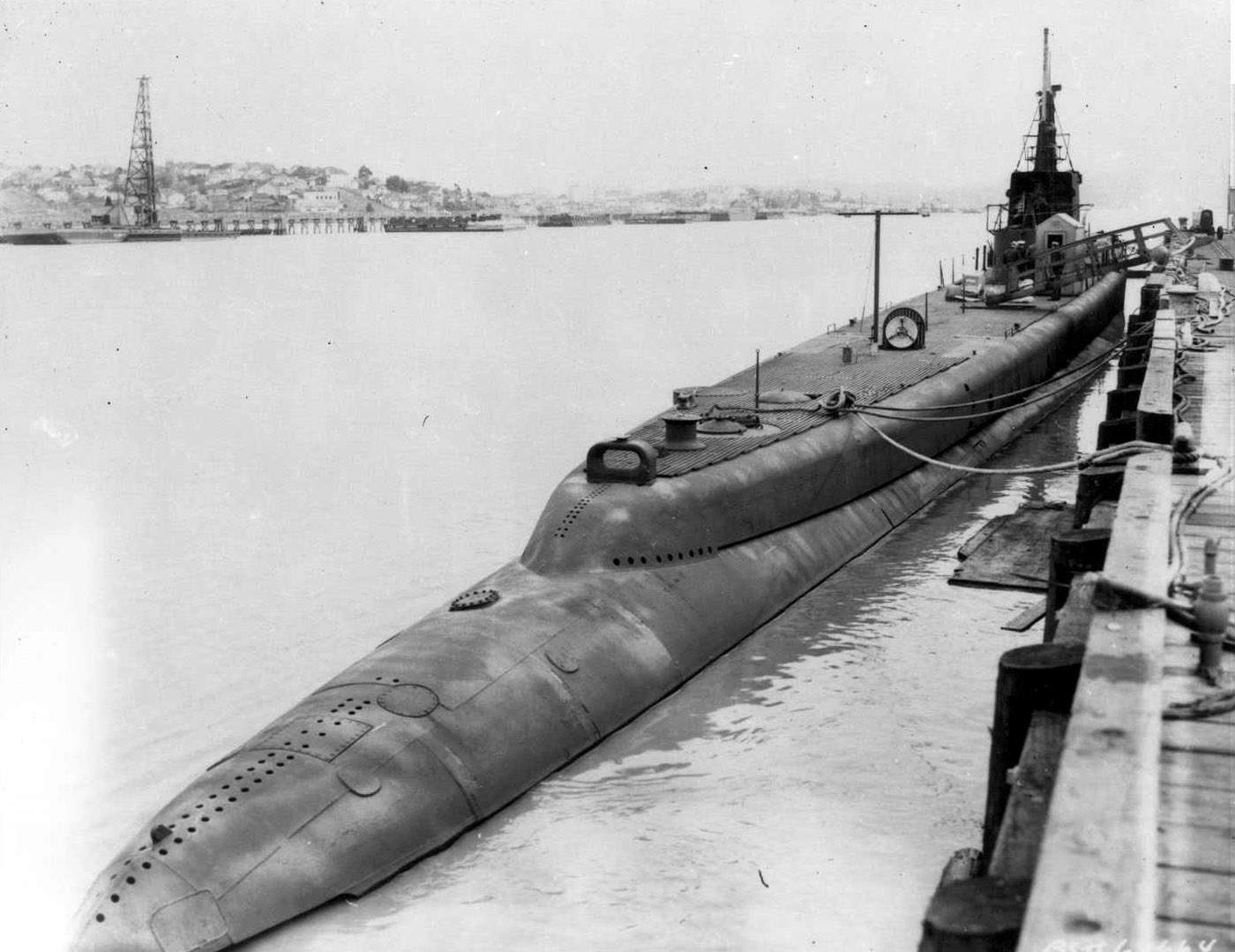
USS Pargo (SS-264) đang được đại tu tại Xưởng hải quân Mare Island, ngày 4 tháng 3 năm 1944.

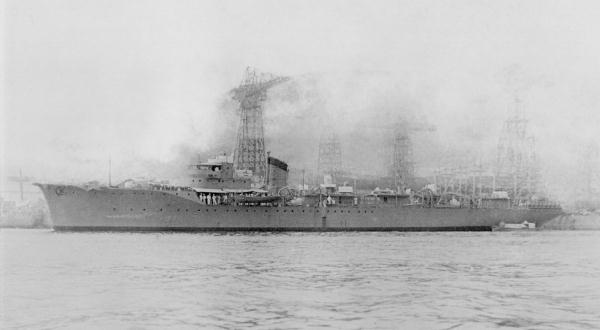
Tàu rải mìn Aotaka vào năm 1940, bị Pargo đánh chìm ngày 29 tháng 9 năm 1944

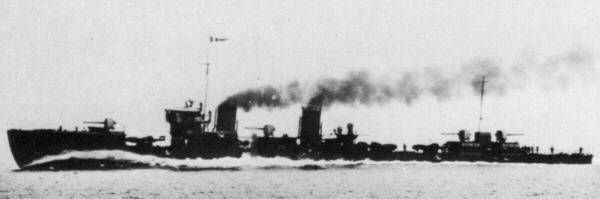
Tàu khu trục Nokaze vào năm 1922, bị Pargo đánh chìm ngày 20 tháng 2 năm 1945

Kết thúc chuyến tuần tra, Pargo quay trở về vùng bờ Tây và được đại tu đồng thời thay thế động cơ tại Xưởng hải quân Mare Island. Nó lên đường đi Trân Châu Cảng vào ngày 5 tháng 3, 1944, rồi bắt đầu chuyến tuần tra thứ ba từ ngày 25 tháng 3 tại các vùng biển Philippine và Celebes. Tiến hành nhiều lượt tấn công, nó chỉ được xác nhận đã đánh chìm chiếc tàu rải lưới Eiryu Maru (758 tấn) vào ngày 4 tháng 5 trước khi quay trở về căn cứ tại Fremantle, Australia vào ngày 24 tháng 5 để được tái trang bị.

#### Chuyến tuần tra thứ tư và thứ năm
Tiếp tục lên đường vào ngày 13 tháng 6 cho chuyến tuần tra thứ tư, Pargo tìm thấy ít mục tiêu phù hợp tại vùng biển Celebes. Dù sao nó cũng gây hư hại cho nhiều chiếc và đánh chìm được tàu chở hàng Yamagibu Maru (5.236 tấn) vào ngày 28 tháng 6. Khi quay trở về căn cứ Fremantle, chiếc tàu ngầm được tái trang bị cặp bên mạn chiếc tàu tiếp liệu tàu ngầm Griffin (AS-13). Rồi trong chuyến tuần tra thứ năm từ ngày 3 tháng 9 đến ngày 7 tháng 10 trong khu vực biển Đông, nó đã đánh chìm tàu rải lưới Hinoki Maru (599 tấn) vào ngày 10 tháng 9 và tàu rải mìn Aotaka (1.600 tấn) vào ngày 26 tháng 9.

#### Chuyến tuần tra thứ sáu
Trong chuyến tuần tra thứ sáu từ ngày 28 tháng 10 đến ngày 21 tháng 12, Pargo hoạt động phối hợp cùng tàu ngầm chị em Haddo (SS-255) dọc suốt đường đi từ vịnh Exmouth cho đến biển Đông. Nó đã đánh chìm tàu chở dầu Yuho Maru (5.226 tấn) ngoài khơi vịnh Brunei vào ngày 26 tháng 11, và sau đó phải chịu đựng đợt phản công ác liệt bằng mìn sâu bởi các tàu hộ tống đối phương. Chiếc tàu ngầm thoát được mà không bị hư hại gì nghiêm trọng. Khi quay trở về căn cứ, nó được sửa chữa và tiến hành huấn luyện.

### 1945

#### Chuyến tuần tra thứ bảy
Khởi hành vào ngày 15 tháng 1, 1945 cho chuyến tuần tra thử bảy, Pargo hoạt động dọc theo bờ biển Đông Dương thuộc Pháp. Nó tấn công một đoàn tàu bằng ngư lôi vào đêm 21 tháng 1, gây cho đối phương nhiều thiệt hại, rồi tiếp tục có một đợt tấn công khác vào ngày 10 tháng 2, rồi đánh chìm được tàu khu trục Nokaze vào ngày 20 tháng 2. Kết thúc chuyến tuần tra, nó quay trở về Trân Châu Cảng ngang qua Saipan, rồi tiếp tục đi đến Xưởng hải quân Mare Island để được đại tu từ ngày 25 tháng 3 đến ngày 17 tháng 6.

#### Chuyến tuần tra thứ tám
Trong chuyến tuần tra thứ tám cũng là chuyến cuối cùng từ ngày 14 tháng 7 đến ngày 9 tháng 9, Pargo băng qua khu vực eo biển Tsushima dày đặc các bãi thủy lôi để tiến vào vùng biển Nhật Bản, nơi nó tấn công một đoàn sáu tàu buôn. Nó ghi chiến công cuối cùng vào ngày 8 tháng 8 khi đánh chìm chiếc tàu chở hành khách Rashin Maru (5.454 tấn). Sau khi Nhật Bản chấp nhận đầu hàng vào ngày 15 tháng 8, giúp chấm dứt vĩnh viễn cuộc xung đột, nó tiếp tục chuyến tuần tra do đến khi văn kiện đầu hàng được chính thức ký kết trên thiết giáp hạm Missouri (BB-63) vào ngày 2 tháng 9, rồi lên đường quay trở về Guam.
Pargo gia nhập hải đội tàu ngầm đặt căn cứ tại Trân Châu Cảng, và hoạt động tại đây cho đến khi xuất biên chế vào ngày 12 tháng 6, 1946. Nó vẫn tiếp tục phục vụ ngoài biên chế như một tàu huấn luyện cho nhân sự thuộc Hải quân Dự bị Hoa Kỳ trực thuộc Quân khu Hải quân 13. Tên nó được cho rút khỏi danh sách Đăng bạ Hải quân vào ngày 1 tháng 6, 1960, và con tàu bị bán để tháo dỡ vào ngày 17 tháng 4, 1961.

## Phần thưởng
Pargo được tặng thưởng tám Ngôi sao Chiến trận do thành tích phục vụ trong Thế Chiến II. Nó được ghi công đã đánh chìm chín tàu Nhật Bản, bao gồm một tàu khu trục, với tổng tải trọng 27.983 tấn.
|  |                                                       |  |
|  | Silver star · Bronze star · Bronze star · Bronze star |  |

| Dãi băng Hoạt động Tác chiến  |                                                                         |                                      |
| Huân chương Chiến dịch Hoa Kỳ | Huân chương Chiến dịch Châu Á-Thái Bình Dương với 8 Ngôi sao Chiến trận | Huân chương Chiến thắng Thế Chiến II |